# سبدنشین ماداگاسکاری
سبدنشین ماداگاسکاری (نام علمی: Cisticola cherina) نام یک گونه از سرده سبدنشین است.